# Euptychia dorothea
Euptychia dorothea är en fjärilsart som beskrevs av Vladimir Nabokov 1942. Euptychia dorothea ingår i släktet Euptychia och familjen praktfjärilar. Inga underarter finns listade i Catalogue of Life.